# Alois Kříž (politik)
Alois Kříž (13. března 1881 Doubravany – 13. března 1945 Terezín) byl československý politik, meziválečný poslanec a senátor Národního shromáždění za Československou sociálně demokratickou stranu dělnickou.

## Biografie
Původní profesí byl krejčí. Od počátku 20. století se angažoval v sociálně demokratickém hnutí. V roce 1905 založil první česky psaný sociálně demokratický list v Liberci (Ještědský obzor) a byl jeho odpovědným redaktorem. V roce 1911 se přestěhoval do Českých Budějovic. Zde redigoval list Jihočech. Byl župním důvěrníkem sociálně demokratické strany v jižních Čechách. V době vzniku republiky byl místopředsedou revolučního národního výboru a od roku 1919 členem obecního zastupitelstva Českých Budějovic. Zastával funkci místopředsedy Jihočeského národohospodářského sboru a místopředsedy Povltavského elektrárenského svazu. Byl členem správní rady podniku Jihočeské elektrárny.
Byl též publicistou. Napsal soubor Martyrium živého a jiné povídky.
V parlamentních volbách v roce 1920 získal poslanecké křeslo v Národním shromáždění a mandát v parlamentních volbách v roce 1925 obhájil. Podle údajů k roku 1925 byl redaktorem v Českých Budějovicích.
Později zasedal v horní komoře parlamentu. V parlamentních volbách v roce 1929 získal senátorské křeslo v Národním shromáždění. Mandát obhájil v parlamentních volbách v roce 1935. V senátu setrval do jeho zrušení roku 1939, přičemž ještě krátce předtím, v prosinci 1938, přestoupil do nově zřízené Národní strany práce.
Za německé okupace spolupracoval s odbojem. Patřil do skupiny sociálních demokratů, kteří byli zatčeni v rámci razie provedené v srpnu 1944. Podle jiného zdroje ho gestapo zatklo 12. ledna 1945. Byl vězněn v Malé pevnosti v Terezíně. Zde také krátce před koncem války zemřel. Je pohřben na Národním hřbitově. V Českých Budějovicích je po něm pojmenována ulice.